# 矢本悠馬
矢本悠馬（日语：／ Yamoto Yūma，1990年8月31日—），日本男演員，京都府出身，所屬經紀公司是Sony Music Artists。

## 經歷
2003年，矢本以電影《我家》出道，當時無演戲經驗即試鏡入選，在劇中飾演主角的弟弟。
2010年，以研究生的身分加入劇團大人計畫。
2014年，陸續參演NHK晨間劇《花子與安妮》、《對不起青春！》等劇而開始受到注目。
2015年8月，初次主演連續劇《醜男與野獸》。

## 人物
- 血型AB型，身高161cm。

## 戲劇演出

### 電視劇
- NHK晨間劇 開朗家族（日语：てるてる家族）（2003年，NHK）- 佐藤浪利
- 還有第11人！ 第2話、7話（2011年，朝日電視台）
- 白虎隊〜敗れざる者たち（2013年，東京電視台）- 石山虎之助
- 飛翔公關室 第1話（2013年，TBS）
- 只要吃 第6話（2013年，東京電視台）- 富田
- NHK晨間劇 花子與安妮（2014年，NHK）- 德丸武
- 水球不良少年（2014年，富士電視台）- 宮口幸喜
- 對不起青春！（2014年，TBS）- 古井豐
- SP 草裙舞女孩與愛犬可可（2015年，東京電視台）- 大倉正夫
- SP 永遠的我們（日语：永遠のぼくら sea side blue）（2015年，日本電視台）- 飯野奏介
- 鄰座同學是怪咖（2015年7月，TBS）- おさむ
- 醜男與野獸（2015年8月，富士電視台）- 中田健太（主演）
- 經世濟民之男・第2部「小林一三〜夢とそろばん〜」（2015年9月5日、12日，NHK大阪放送局）- 佐藤
- 世界奇妙物語 25周年記念! 秋季2週連續SP 電視導演篇「謊言誕生之日」（2015年，富士電視台）- 内田和也
- 相棒 第14季 第8話（2015年，朝日電視台）- 櫻岡肇
- 靈異彼岸花〜警視廳搜查七課〜 第1話（2016年，日本電視台）- 大山正二
- 大岡越前3 第1話（2016年1月15日，NHK BS Premium）- 新助
- 深夜食堂（第4季）東京故事（2016年，Netflix）- 白野
- 寬鬆世代又怎樣（2016年4月，日本電視台）- 中森
  - 寬鬆世代又怎樣  純米吟醸純情篇（2017年7月2日・9日）
- 仰望師恩（2016年，TBS）- 古庄芳喜
- IQ246～華麗事件簿～ 第5話（2016年，TBS）- 番田要
- NHK大河劇（NHK）
  - 真田丸 最終話（2016年）- 六郎
  - 豈有此理〜蔦重繁華如夢故事〜（2025年）- 佐野政言
- NHK大河劇 女城主直虎（2017年，NHK）- 中野直之
- 超級上班族左江內 第6話（2017年，日本電視台）- 爆炸事件犯人
- 京都人的私房雅趣Blue修業中（NHK BS Premium）- 松原甚
  - 京都人的私房雅趣Blue修業中 送る夏（2017年9月30日）
  - 京都人的私房雅趣Blue修業中 祝う春（2018年4月14日）
  - 京都人的私房雅趣Blue修行中 祇園さんの来はる夏（2019年8月17日）
  - 京都人的私房雅趣Blue修業中 燃える秋（2021年1月30日）
- 狂賭之淵（MBS / TBS）- 木渡潤
  - 第一季（2018年1月14日－3月18日）
  - 第二季 最終話（2019年4月29日）
- NO MOVIE，NO LIFE 第一幕・最終幕（2018年，WOWOW）- 小田涼
- 三島由紀夫 性命出售 第5話（2018年，BS東視）- 服部優太
- 開往名古屋的末班車（名古屋電視台）- 木下雄介
  - 開往名古屋的末班車2018 最終話（2018年3月19日）
  - 開往名古屋的末班車2019 第2話（2019年1月21日）
- NHK晨間劇 半邊藍天（2018年，NHK）- 西園寺龍之介
- 恐怖童話之國「置行堀」（2018年，NHK教育）
- 淨化萬事屋 第1話・2話（2018年，MBS）- 山尾純也
- 我是大哥大!!（2018年，日本電視台）- 谷川安夫
- 這份戀情有罪嗎!?（2018年，MBS）- 田崎わたる
- Trace〜科搜研之男〜（2019年，富士電視台）- 豬瀨祐人
- 淋濕偵探 水野羽衣（2019年，東京電視台）- 水野淳之介
- 學園爆笑王（2019年，朝日電視台）- 子安蒼太
- Nippon Noir-刑警Y的反叛- 第6話 - 第8話（2019年，日本電視台）- 真木光流
- 某些原因住在火星～選中的4人～第4話（2020年，WOWOW）- 大杉隼人（主演）
- 不輸給美國的男人～大笨蛋總理吉田茂～（2020年，東京電視台）- 麻生太賀吉
- 福岡放送開局50周年特別電視劇 「來自天國的LOVE SONG」（2020年3月15日，福岡放送 / 2020年3月20日，BS日視） - 轟木洋志
- 70歲生第一個孩子（2020年，NHK BS Premium）- 卷田武史
- 寵女青春白皮書 第3話（2020年，日本電視台）- 立青小姐比賽主持人
- 明治開化 新十郎偵探帖（2020年，NHK BS Premium・NHK BS4K）- 泉山虎之介
- 教場II（2021年，富士電視台）- 漆原透介
- 東京地檢之男（2021年，朝日電視台）- 桐野圭太
- SUPER RICH（2021年，富士電視台）- 東海林達也
- 恐怖繪本「夜晚神社的森林裡」（2022年3月28日，NHK教育） - 出演和朗讀
- 定年老爹改造計畫（2022年，NHK BS Premium・NHK BS4K）- 庄司和弘
- 六本木Class（2022年，朝日電視台）- 桐野雄大
- 多龍芝（2022年，WOWOW）- 飛悟
- 祈願病歷表～研修醫的解謎診察紀錄～（2022年，日本電視台）- 冴木裕也
- 大河劇誕生之日（2023年，NHK）- 大江育間
- 隔壁的護佐姐姐（2024年，日本電視台）- 菊池相馬
- 編舟記（2024年，NHK BS・NHK BS Premium 4K）- 宮本慎一郎
- Destiny（2024年，朝日電視台）- 梅田祐希
- YIPS 易普症（2024年，富士電視台）- 樋口一之
- 遺產偵探（2025年，日本電視台）- 朝永秀樹
- 花牌情緣－巡－（2025年，日本電視台）- 西田優征

### 網路劇
- Angel Flight 空中送行者（2023年3月17日，Amazon Prime Video）- 矢野悠也

### 電影
- ぼくんち（日语：ぼくんち#実写映画版）（2003年）- 一太
- ミチずレ（2013年）
- 銀之匙 Silver Spoon（2013年）- 常盤恵次
- クローズEXPLODE（2014年）- 岩田五郎
- トワイライト ささらさや（2014年11月8日）
- 花牌情緣 上の句・下の句（2016年）- 西田優征
  - 花牌情緣 結（2018年）- 西田優征
- 我想吃掉你的胰臟（2017年）- 晴（學生時期）
- 小小夜曲（2019年）- 織田一真
- 新解釋·三國志（2020年）- 黃蓋
- G-MEN（2023年）- 肝田茂樹
- 黃金神威[[[Wikipedia:格式手册/链接#章節|錨點失效]]]（2024年）- 白石由竹

### 舞臺劇
- SAD SONG FOR UGLY DAUGHTER（2011年）
- ウェルカム・ヒラド（2012年）
- 林 -はやし-（2014年，作、演出、執導）

## 廣告
- Sony Computer Entertainment「PlayStation 3」平面廣告
- Cygames「三国志パズル大戦」（2014年）[4]

## 外部連結
- 矢本悠馬官方網站（日語）
- 矢本悠馬的X（前Twitter）
- 矢本悠馬的Instagram帳戶